# Stari Pavljani
Stari Pavljani is een plaats in de gemeente Bjelovar in de Kroatische provincie Bjelovar-Bilogora. De plaats telt 262 inwoners (2001).